# پیر نیلسن
پیر نیلسن (انگلیسی: Peer Nielsen؛ زادهٔ ۲۵ ژوئن ۱۹۴۲) قایقران کانو اهل دانمارک است.